# José Luis Fernández García
José Luis Fernández García, nacido en Portugalete, Vizcaya, el 3 de mayo de 1954. Desde 1986 es un Gran Maestro Internacional de ajedrez español.
Es el número 35 de España, en la lista de enero de 2008 de la FIDE, con un ELO de 2458.

## Resultados destacados en competición
En 1989, ganó su único título del Campeonato de España de ajedrez, superando al gran maestro Juan Manuel Bellón López, siendo subcampeón en cinco ocasiones en 1976 por detrás de Ángel Martín González, en 1977 por detrás de Juan Manuel Bellón López, 1978 por detrás de Manuel Rivas Pastor, 1985 por detrás de Jesús María de la Villa García y 1995 por detrás de Miguel Illescas. Así mismo ganó el I Campeonato de España individual abierto, en Manacor en el año 2001.
En 1982 logró la victoria en el Campeonato de Cataluña de ajedrez.
Participó representando a España en seis Olimpíadas de ajedrez de 1982 en Lucerna, 1984 en Salónica, 1986 en Dubái, 1988 en Salónica, 1990 en Novi Sad, 1992 en Manila. en el Campeonato de Europa de ajedrez por equipos de 1992 en Debrecen.